# Ивановская (Мишутинский сельсовет)
Ивановская — деревня в Вожегодском районе Вологодской области.
Входит в состав Мишутинского сельского поселения, с точки зрения административно-территориального деления — в Мишутинский сельсовет.
Расстояние по автодороге до районного центра Вожеги — 77,7 км, до центра муниципального образования Мишутинской — 21,7 км. Ближайшие населённые пункты — Исаково, Фатьяново, Озёрный.
По переписи 2002 года население — 1 человек.